# Essiccatoio
L'essiccatoio è un impianto atto a essiccare.

## Tipologie di essiccatoi
Esistono diverse tipologie di essiccatoi, catalogabili in base al principio di funzionamento e in particolare in base alle modalità di apporto di energia e di eliminazione di acqua.
A seconda del prodotto essiccato, si possono distinguere:
- Essiccatoi per cereali
- Essiccatoi per legno
- Essiccatoi per polimeri
- Essiccatoi per pasta
- Essiccatoi per mattoni
- Essiccatoi per foraggio
- Essiccatoi per frutta
- essiccatoi per lavanderie

### Essiccatoi per lavanderie
L'essiccatoio per vestiti, detto anche asciugatrice, viene utilizzato nelle lavanderie per asciugare velocemente vestiti, camicie, coperte, piumoni, lenzuola e molto altro. Può essere:
- elettrico a circuito chiuso (senza canna fumaria)
- a gas
- a vapore.

### Essiccatoio per cereali
L'essiccatoio per cereali è una macchina agricola utilizzata per rimuovere umidità dal cereale al fine di facilitare operazioni di stoccaggio, preparare il prodotto per successive lavorazioni (mangime, ecc.).
Il ciclo di essiccazione del cereale si svolge in 4 fasi: carico della macchina, essiccazione (in forma ecologica o a fiamma diretta), raffreddamento e scarico del prodotto.
Sono diffuse due tipologie di essiccatoio per cereali: 
- Essiccatoio mobile
- Essiccatoio fisso a riciclo oppure a ciclo continuo

### Essiccatoio per legno

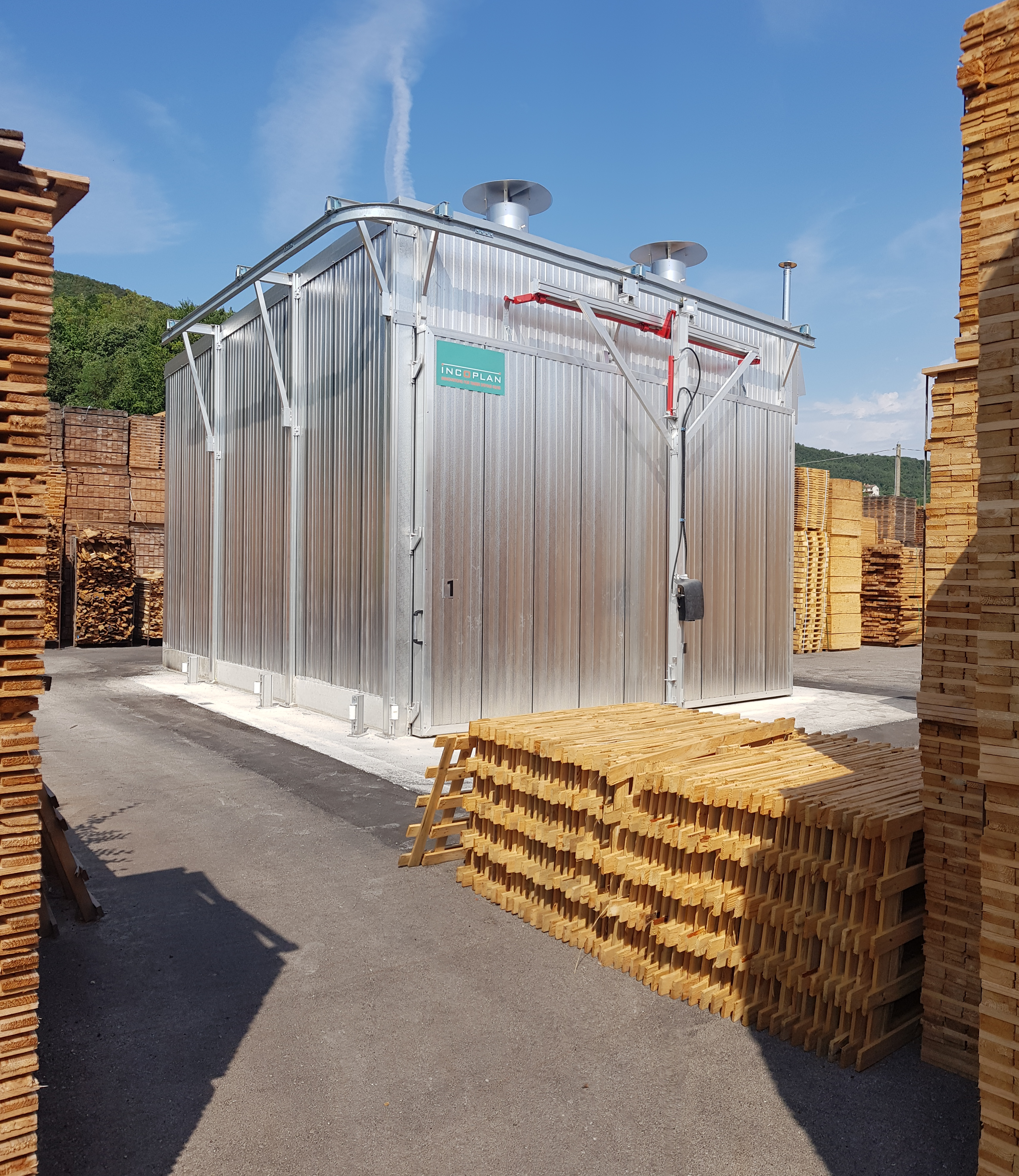
CM3000-TopLine Impianto di essiccazione e sterilizzazione Incoplan.

Le tipologie di essiccatoio per legno più comuni in Italia sono:
- Essiccatoio ad aria calda (tradizionale)
- Essiccatoio sottovuoto

L'essiccatoio ad aria calda è costituito da una cella coibentata di dimensioni variabili all'interno del quale viene posto il legno disposto in cataste listellate. Tra le tavole circola aria con temperatura e umidità relativa controllata che svolge la funzione di apporto di energia al legno (per convezione) e di rimozione di vapore dalla superficie del legno.
Nel sottovuoto, tramite una pompa a vuoto si produce all'interno della cella una condizione di vuoto in maniera tale che l'acqua nel legno bolla a temperatare inferiori a 100 °C (circa 60 °C in condizioni di vuoto industriale).
In queste condizioni l'essiccazione avviene in maniera più rapida, anche se si osserva che non tutte le specie legnose si prestano a essere essiccate sottovuoto, ma solamente le specie a elevata permeabilità (faggio, pino, ecc.). In condizioni di vuoto, l'energia termica viene trasmessa al legno tramite piastre riscaldate a contatto del legno (per conduzione) o per convezione tramite vapore surriscaldato o in condizioni di vuoto discontinuo.
L'essiccazione avviene durante un ciclo in cui i parametri di essiccazione (temperatura, umidità relativa, velocità dell'aria, ecc.) vengono regolati automaticamente da un PLC in funzione del tempo e dell'umidità del legno.

### Essiccatoio per foraggio
L'essiccatoio per foraggio è una struttura realizzata ai margini dei prati, con lo scopo di sveltire l'asciugatura dell'erba appena falciata.